# Brandon Hunter
Pour les articles homonymes, voir Hunter.
Brandon Hunter, né le 24 novembre 1980 à Cincinnati dans l'Ohio et mort le 12 septembre 2023 à Orlando (Floride), est un joueur américain de basket-ball. Il évolue aux postes d'ailier fort et de pivot.

## Biographie
Le 29 novembre 2013, Brandon Hunter rejoint Orléans en France, en tant que pigiste médical de Caleb Green pour une durée de cinq semaines. Le 27 mars 2013, il est prolongé jusqu'au 6 avril. Le 7 avril 2013, il rejoint Évreux en France, en tant que pigiste médical de Jeremiah Wood.
Le 30 août 2013, il rejoint l'Atletico Aguada en Uruguay.
Le 31 janvier 2014, il prend sa retraite pour devenir agent de joueur. Il meurt le 12 septembre 2023 après avoir fait un malaise à Orlando lors d'une séance de hot yoga.

## Clubs successifs
- 2003 - 2004 :  Celtics de Boston NBA
- 2004 - 2005 :  Magic d'Orlando NBA
- 2005 - 2006 :  
  -  Sioux Falls Skyforce CBA
  -  Panathinaikos ESAKE
  -  Carpisa Naples LegA
- 2006 - 2007 :  TDShop.It Livourne LegA
- 2007 - 2008 : 
  -  Angelico Biella LegA
  -  Capitanes de Arecibo
- 2008 - 2009 :  Premiata Montegranaro LegA
- 2009 - 2010 :  Hapoël Jérusalem Ligat Winner
- 2010 - 2011 :
  -  Aliaga Petkim TBL
  -  BK Ventspils D1/SEB BBL (Ligue Baltique)
- 2011 - 2012 :  BBC Bayreuth Bundesliga
- 2012 - 2013 :
  -  Hapoël Gilboa Galil Ligat Winner
  -  Orléans Loiret Basket Pro A
  -  ALM Évreux Basket Pro B
- 2013 - 2014 :  Atletico Aguada D1